# Bariera kulturowa
Bariera kulturowa – wszelkie oddziaływania o charakterze kulturowym czy językowym, które ograniczają komunikację i interakcję grup kulturowych.
Przeszkodami w kontaktach międzykulturowych mogą być, oprócz barier kulturowych, bariery naturalne (np. pasma górskie, rzeki), a także bariery psychologiczne (stereotypy i uprzedzenia).